# Lithocarpus lithocarpaeus
Lithocarpus lithocarpaeus (Oerst.) Hjelmq. – gatunek roślin z rodziny bukowatych (Fagaceae Dumort.). Występuje naturalnie w Chinach (w południowo-wschodniej części Tybetu) oraz północno-wschodnich Indiach. 

## Morfologia
PokrójZimozielone drzewo dorastające do 20 m wysokości.
OwoceOrzechy o kształcie od elipsoidalnego do niemal kulistego. Osadzone są pojedynczo w miseczkach o kulistym kształcie, które mierzą 35–50 mm średnicy. Orzechy są całkowicie otulone w miseczkach.

## Biologia i ekologia
Rośnie w wiecznie zielonych lasach. Występuje na wysokości około 800 m n.p.m. Kwitnie od lutego do marca, natomiast owoce dojrzewają od września do października.